# Swona
Swona (altnordisch Swefney, „Schweine-Insel“) ist die südlichste ehemals bewohnte Insel der Orkney, wobei die Südspitze von South Ronaldsay weiter nach Süden reicht. Sie liegt südwestlich Burwick auf Höhe der Südspitze von South Ronaldsay. Die gefährlichen Gezeitensprünge und der Nebel im Pentland Firth haben die Küsten der Insel, insbesondere vor Nutzung des Radars, zum Schiffsfriedhof gemacht. Automatische Leuchttürme stehen daher an beiden Enden der Insel.

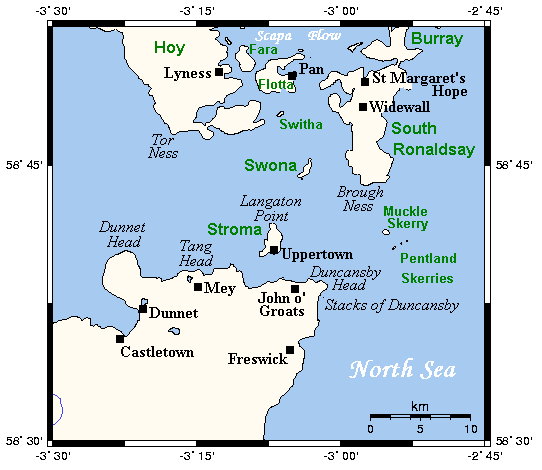
Karte

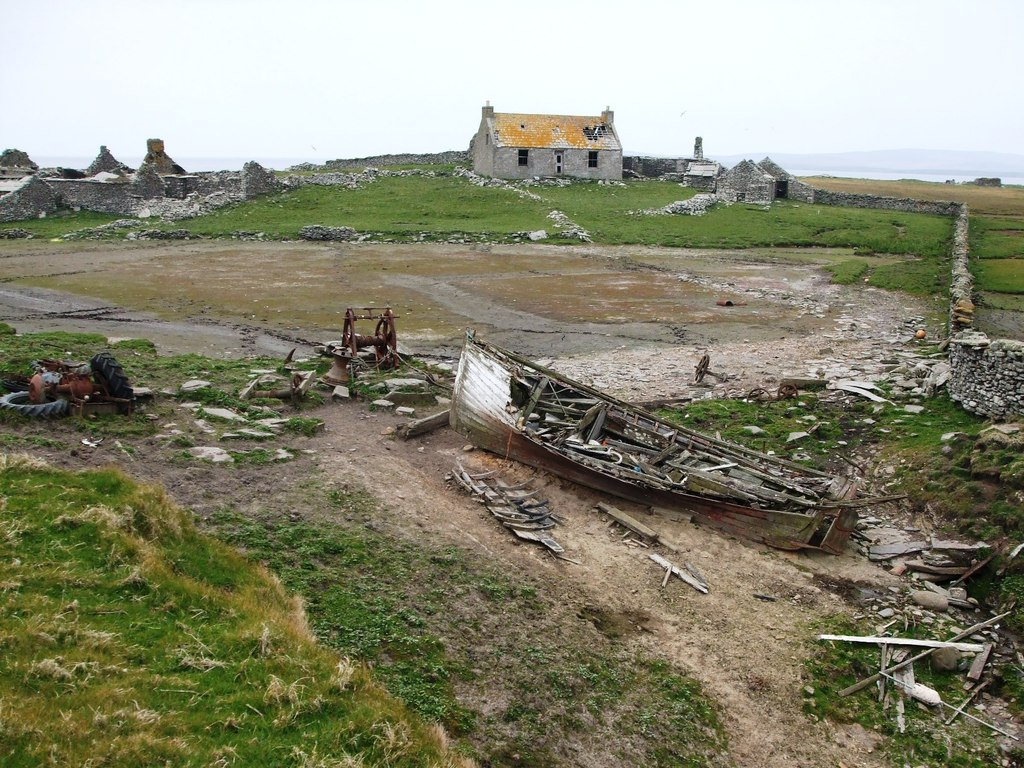
Landepunkt

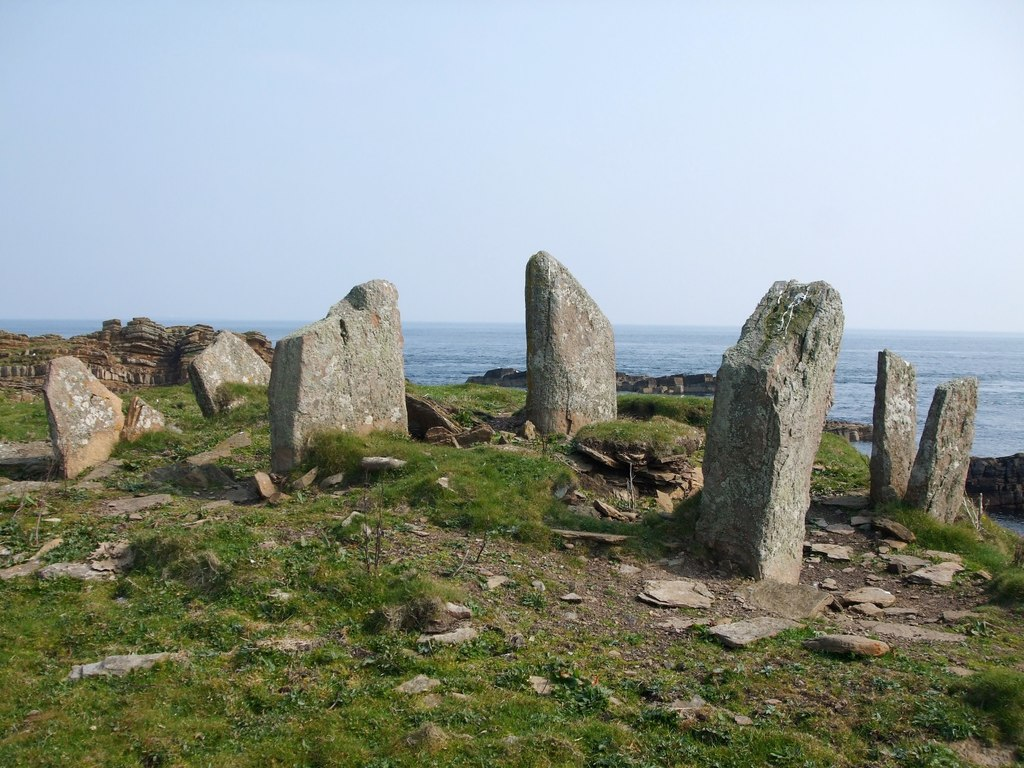
Cairn Stanemora

Für Wild und verwilderte Haustiere ist die Insel ein reizvolles Eiland. Dessen Gras besteht im Sommer aus einem Floor von Wildblumen. Dass die Insel bereits prähistorisch bewohnt war, zeigt ein Passage Tomb des Orkney-Cromarty-Typs (OC) an. Es hatte eine kurze, am Meer gelegene Kammer, die durch Erosion bedroht ist.
Swona war wegen seiner fruchtbarer Böden auch in der Wikingerzeit besiedelt. Überliefert ist ein Mann namens Grim, dessen Söhne Asbjorn und Margad Gefolgsleute Sweyn Asleifssons waren. Kurz vor dem Julfest des Jahres 1133 n. Chr. wurde Sweyns Vater Olaf von Olvir Rosta und seinen Männern getötet, die sein Haus in Duncansby niederbrannten. Sweyn der später zu einem berühmten Krieger wurde (The Ultimate Viking) und die Söhne Grims entkamen auf ihre Heimatinsel Swona.
Die Insel, vor der auch ein Schiff in Seenot geriet auf dem Robert Louis Stevenson mitreiste, wurde 1974 von den letzten Bewohnern verlassen und steht weitgehend unter Naturschutz. Sie wird von dem jetzigen Besitzer nicht genutzt.